# 纤细嵩草
纤细嵩草（学名：Carex yangii）为莎草科薹草属下的一个种。